# پمپاژ عشق سالم
پمپاژ عشق سالم (انگلیسی: Pump Up the Healthy Love؛‏ کره‌ای: 24시 헬스클럽) مجموعهٔ تلویزیونی محصول کره جنوبی به نویسندگی کیم جی سو، به کارگردانی پارک جون سو و چون یون سو و با بازی لی جون یونگ و جونگ اون جی است. این مجموعه از ۳۰ آوریل ۲۰۲۵، روزهای چهارشنبه و پنجشنبه ساعت ۲۱:۵۰ (کی‌اس‌تی) از کی‌بی‌اس۲ پخش شد و برای استریم در ویو و ویکی در مناطق منتخب قابل دسترسی است.

## بازیگران

### اصلی
- لی جون یونگ در نقش دو هیون جونگ[۴]
- جونگ اون جی در نقش لی می ران[۴]

### مکمل
- لی می دو در نقش روسا[۵]
- لی سونگ وو در نقش الکس[۵]
- پارک سونگ یون در نقش ایم سونگ ایم[۵]
- لی جی هه در نقش یون بو یونگ[۵]
- هونگ یون هوا در نقش پارک دول هی[۵]
- کیم کوان در نقش لی رو یی